# Pedro de Salazar Gutiérrez de Toledo
Pedro de Salazar Gutiérrez de Toledo (Málaga, 11 de abril de 1630 - Córdoba, 14 de agosto de 1706) fue un religioso mercedario español que llegó a ser cardenal de la Iglesia católica.

## Biografía
Nacido en Málaga en el año 1630, hijo de Nicolás de Salazar, regidor de Málaga, y Manuela Gutiérrez de Toledo, oriunda de Antequera. Cursó sus estudios primarios y de Artes en la Merced de Málaga, mientras que, más tarde, se formó en la Universidad de Salamanca, estudiando Teología, y en dicha ciudad entra en la Orden de la Merced. A su regreso a Andalucía, se convirtió en rector de Artes de Jaén, así como rector de Teología en Málaga y Sevilla. En esta última ciudad se convertirá en comendador, regente de estudios, secretario general y general de la Orden entre 1670 y 1676. Ese año fundará el convento de San Fernando en Madrid, hoy desaparecido. Fue predicador del rey Felipe IV, así como de Carlos II, general de su orden. Ocupó algunos puestos de consultor dentro de la Santa Inquisición.
En 1680 será nombrado obispo de Salamanca, y meses más tarde, obispo de la Capilla Real de Madrid. El papa Inocencio XI lo nombró cardenal el 2 de septiembre de 1686, mientras que tan solo dos semanas después fue nombrado obispo de Córdoba. A finales de 1689 recibió el título cardenalicio de la Santa Cruz de Jerusalén en Roma, nombramiento que tuvo como consecuencia su traslado a la ciudad italiana entre 1689 hasta 1692, donde asistió a los cónclaves electores de los papas Alejandro VIII e Inocencio XII.
Una vez regresó a Córdoba realizó diversas fundaciones como el conocido como hospital del cardenal Salazar (1701-1724), que desde 1971 acoge a la Facultad de Filosofía y Letras de la Universidad de Córdoba, y el palacio de la Merced, sede de la Diputación de Córdoba desde 1960. Promovió el culto a Pedro Pascual, que había sido santificado recientemente (1670), y la beatificación de Cristóbal de Santa Catalina. Murió el 14 de agosto de 1706 en Córdoba y sus restos fueron trasladados a la capilla de la Concepción de la Mezquita-catedral de Córdoba hasta que se pudieron trasladar en 1710 a la nueva capilla de Santa Teresa del mismo templo, fundada por él en 1697.

## Obras
- Edicto espiritual.
- Pastoral sobre la observancia.
- Constituciones para las religiosas mercedarias de San Fernando, de Madrid.
- Apología pro electione Innocentii XII.